# 유엔젤 보이스
유엔젤 보이스는 대한민국의 음악 그룹이다. 2010년 정규 앨범 《사랑》으로 데뷔했다.

## 방송
- 너의 목소리가 보여 3 (2016)